# Nagroda Brama Stokera w 1987

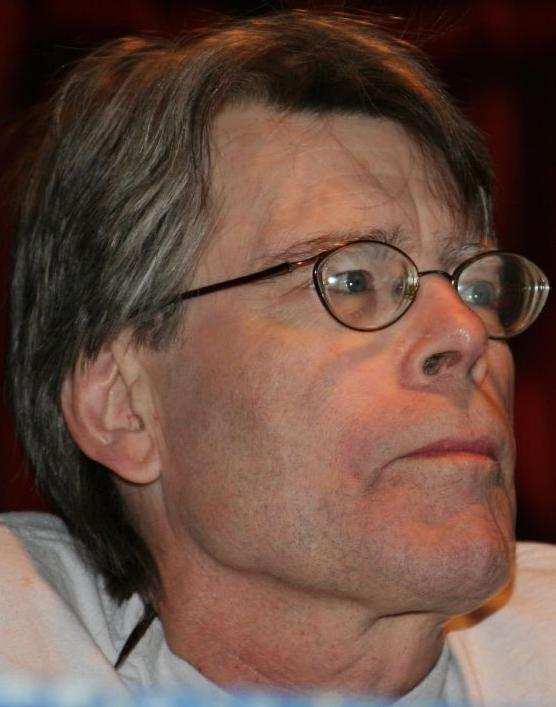
Stephen King - zwycięzca w kategorii Powieść za Misery

Zwycięzcy i nominowani do Nagrody Brama Stokera za rok 1987.

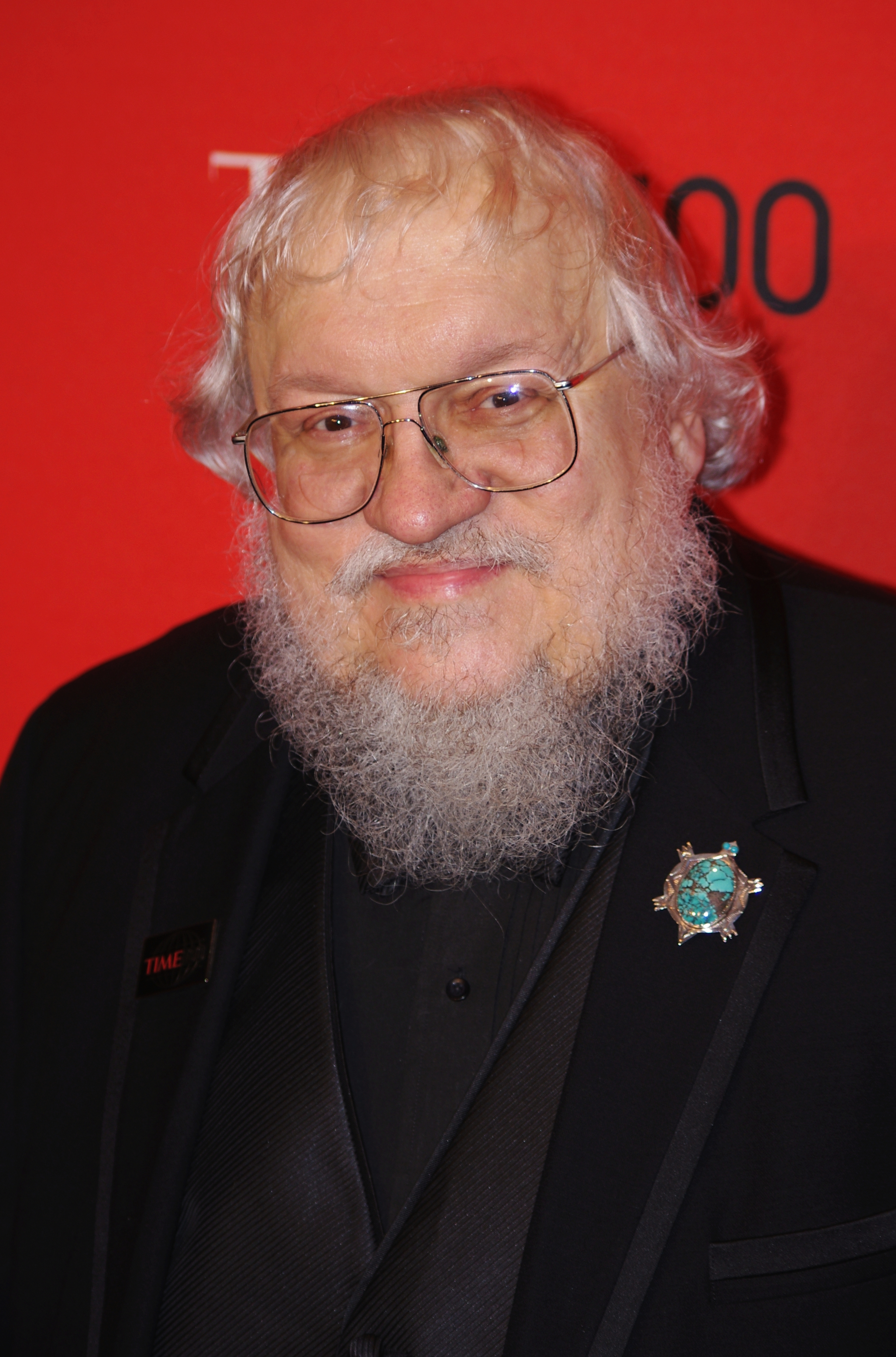
George R.R. Martin - zwycięzca w kategorii Długie opowiadanie za The Pear-Shaped Man

## Kategorie
- Powieść (Novel) – utwór składający się z 40 000 lub więcej słów pisany prozą
- Debiut powieściowy (First Novel) – utwór składający się z 40 000 lub więcej słów pisany prozą napisany przez autora, który nigdy wcześniej nie publikował utworu w gatunkach horror, dark fantasy lub okultyzmu
- Długie opowiadanie (Long Fiction) – utwór składający się co najmniej z 7 500 słów, ale nie więcej niż 39 999 słów pisany prozą
- Krótkie opowiadanie (Short Fiction) – utwór składający się z nie więcej niż 7 499 słów pisany prozą
- Zbiór opowiadań (Fiction Collection) – zbiór co najmniej trzech oddzielnych utworów napisanych przez jednego autora i oferowanych na sprzedaż lub dystrybuowane w jednym pakiecie w formie książki, książki audio, książki elektronicznej lub innej formie. Łączna długość utworów musi wynosić co najmniej 40 000 słów.
- Utwór non-fiction (Nonfiction) – utwór składający się z 40 000 słów. Może być w formie np: krytyki, biografii, autobiografii, analizy naukowej, odniesień, komentarzy, opinii z zakresu szeroko pojętego horroru, dark fantasy lub okultyzmu.

## Legenda
| zwycięzca |
| nominacja |

## Powieść (Novel)
| Imię i nazwisko    | Tytuł oryginalny     | Tytuł polski  |
| ------------------ | -------------------- | ------------- |
| Stephen King       | Misery               | Misery        |
| Robert R. McCammon | Swan Song            | Łabędzi śpiew |
| Ray Garton         | Live Girls           |               |
| Kem Nunn           | Unassigned Territory |               |
| Chet Williamson    | Ash Wednesday        |               |

## Debiut powieściowy (First Novel)
| Imię i nazwisko  | Tytuł oryginalny   | Tytuł polski    |
| ---------------- | ------------------ | --------------- |
| Lisa Cantrell    | The Manse          |                 |
| Clive Barker     | The Damnation Game | Potępieńcza gra |
| Rex Miller       | Slob               |                 |
| Tony Richards    | The Harvest Bride  |                 |
| Steve Rasnic Tem | Excavation         |                 |

## Długie opowiadanie (Long Fiction)
| Imię i nazwisko    | Tytuł oryginalny                    | Tytuł polski |
| ------------------ | ----------------------------------- | ------------ |
| George R.R. Martin | The Pear-Shaped Man                 |              |
| Alan Rodgers       | The Boy Who Came Back from the Dead |              |
| David J. Schow     | Pamela's Get                        |              |
| S.P. Somtow        | Resurrec Tech                       |              |

## Krótkie opowiadanie (Short Fiction)
| Imię i nazwisko    | Tytuł oryginalny  | Tytuł polski |
| ------------------ | ----------------- | ------------ |
| Robert R. McCammon | The Deep End      |              |
| Jonathan Carroll   | Friend's Best Man |              |
| Charles L. Grant   | This Old Man      |              |
| F. Paul Wilson     | Dat-Tay-Vao       |              |
| F. Paul Wilson     | Traps             |              |

## Zbiór opowiadań (Fiction Collection)
| Imię i nazwisko    | Tytuł oryginalny                              | Tytuł polski |
| ------------------ | --------------------------------------------- | ------------ |
| Harlan Ellison     | The Essential Ellison                         |              |
| Robert Bloch       | Midnight Pleasures                            |              |
| Ramsey Campbell    | Scared Stiff                                  |              |
| Karl Edward Wagner | Why Not You and I?                            |              |
| Howard Waldrop     | All About Strange Monsters of the Recent Past |              |

## Utwór non-fiction (Nonfiction)
| Imię i nazwisko | Tytuł oryginalny                | Tytuł polski |
| --------------- | ------------------------------- | ------------ |
| Muriel Spark    | Mary Shelley                    |              |
| Joe Bob Briggs  | Joe Bob Goes to the Drive-In    |              |
| Paul A. Gagne   | The Zombies that Ate Pittsburgh |              |

## Nagroda za całokształt twórczości (Lifetime Achievement)
- Fritz Leiber
- Frank Belknap Long(inne języki)
- Clifford D. Simak